# Xã Lee, Quận Norman, Minnesota
Xã Lee (tiếng Anh: Lee Township) là một xã thuộc quận Norman, tiểu bang Minnesota, Hoa Kỳ. Năm 2010, dân số của xã này là 128 người.